# Tarell Brown
Tarell Brown (New York, 6 gennaio 1985) è un giocatore di football americano statunitense che gioca nel ruolo di cornerback per i New England Patriots della National Football League (NFL). Fu scelto nel corso del quinto giro (147º assoluto) del draft NFL 2007 dai San Francisco 49ers. Al college giocò a football all’Università del Texas.

## Carriera professionistica
Brown fu scelto nel corso del quinto giro del Draft 2007 dai San Francisco 49ers. Il 29 maggio 2007 firmò un contratto di 3 anni per 9,11 milioni di dollari. Nella sua stagione da rookie disputò nove partite, soprattutto come membro dello Special Team, terminando la stagione con 2 tackle. Nell'ultima settimana della stagione regolare subì una parziale rottura del legamento crociato.
Nella settimana 16 della stagione 2008, Brown mise a segno un intercetto sul quarterback dei St. Louis Rams Marc Bulger nei minuti finali della partita, fermando le speranze di rimonta degli avversari. Giocò 15 partite di cui una da titolare con 19 tackle totali, 2 intercetti e 3 passaggi deviati. Nel 2009 giocò 16 partite di cui 4 da titolare con 32 tackle totali, 2 intercetti e 8 passaggi deviati. Nel 2010 giocò 15 partite con 25 tackle totali e un intercetto ritornato in touchdown.
Nel 2011 fu nominato cornerback destro titolare al posto di Shawntae Spencer. Giocò come titolare tutte le 16 gare della stagione terminando con 44 tackle totali e i primati in carriera in intercetti (4) e passaggi deviati (16) contribuendo a rendere quella dei 49ers una delle migliori difese della NFL. Mentre stava disputando con San Francisco la finale della NFC il 22 gennaio 2012, Brown si infortunò nel terzo quarto quando si scontrò con la safety Dashon Goldson mentre stava tentando di intercettare un passaggio.
Il 21 settembre 2012 venne multato dalla NFL di 5.250$ per aver usato una uniforme non regolamentare. In stagione giocò ancora come titolare tutte le 16 gare della stagione stabilendo con 55 tackle il suo nuovo primato personale, oltre a 2 intercetti e 13 passaggi deviati. I Niners arrivarono a disputare il Super Bowl XLVII, perso contro i Baltimore Ravens. il 25 luglio 2013 gli venne ridotto il salario di base di 2 milioni di dollari e 75.000$ di bonus per non aver partecipato agli allenamenti durante la offseason. In stagione giocò 13 partite di cui 10 da titolare con 41 tackle totali e 2 fumble recuperati.

### Oakland Raiders
Il 14 marzo 2014, Brown firma con gli Oakland Raiders un contratto annuale del valore di 3,5 milioni di dollari, tutti garantiti

### New England Patriots
Il 23 luglio 2015, Brown firmò coi New England Patriots.

## Palmarès
- National Football Conference Championship: 1

San Francisco 49ers: 2012
- Campione NCAA: 1

Texas Longhorns: 2005

## Statistiche
| Partite totali      | 100 |
| Partite da titolare | 47  |
| Tackle totali       | 218 |
| Sack                | 0,0 |
| Intercetti          | 11  |
| Fumble forzati      | 0   |

Statistiche aggiornate alla stagione 2013